# NGC 3148
NGC 3148 је појединачна звезда у сазвежђу Велики медвед која се налази на NGC листи објеката дубоког неба.
Деклинација објекта је + 50° 29' 49" а ректасцензија 10h 13m 43,8s. Привидна величина (магнитуда) објекта NGC 3148 износи 10,6 а фотографска магнитуда 6,6. NGC 3148 је још познат и под ознакама = SAO 27566.